# ISAAC
ISAAC (Indirection, Shift, Accumulate, Add and Count) — генератор псевдослучайных чисел, разработанный в 1996 году Робертом Дж. Дженкинсом младшим, как развитие разработанных им же алгоритмов IA и IBAA. Этот генератор относят к разряду криптостойких генераторов псевдослучайных чисел, хотя полное и строгое доказательство проведено не было.

## История создания
Американский программист Роберт Джон Дженкинс младший в 1993 году поступил в Беркли, чтобы получить там степень доктора в области теоретической информатики, после окончания Университета Карнеги-Меллон в 1989 году и четырёх лет работы в Oracle. Несмотря на то, что учёба в Беркли стала серьёзным испытанием для Дженкинса — ему пришлось бросить её уже через год — именно здесь он начал свою работу по изучению генераторов псевдослучайных чисел в рамках курса Мануэля Блюма по криптографии. В июле 1993 года Дженкинс стал экспериментировать с псевдослучайными числами для процессоров Intel 486 и уже к апрелю 1994 был разработан ISAAC. Правда, статья, описывающая его работу, была опубликована лишь спустя два года, в феврале 1996 года.

## Предшественники ISAAC

### RC4
Алгоритм шифрования RC4 состоит из двух этапов: генерации псевдослучайной последовательности битов и побитового суммирования по модулю два этой последовательности с открытым текстом.
На этапе генерации псевдослучайной последовательности важную роль играет n — размер S-блока, массива данных, который фактически определяет внутреннее состояние RC4. Также в RC4 используются следующие переменные: i и j — итераторы, пробегающие {\displaystyle 2^{n}}значений, массив Key длины length, в котором специальным образом хранится ключ, и массив S (он же S-блок). Выходные данные: массив z — псевдослучайная последовательность.

Рассмотрим алгоритм на примере n = 8. Сначала массив S заполняется числами от 0 до {\displaystyle 2^{n}-1}, массив Key — последовательностью n-битовых слов. Если длина ключа меньше длины S, то последовательность повторяется, пока её длина не станет равна {\displaystyle 2^{n}}. Затем алгоритм работает следующим образом:
```
i = 0; j = 0;
пока i < 256 //256 = 2^n
j = (j + S[i] + Key[i mod length]) mod 256;
поменять местами S[i] и S[j];
i++;
```

После этого этапа — этапа инициализации — следует этап собственно генерации псевдослучайной последовательности:
```
i = 0; j = 0;
пока i < 256 
j = (j + S[i]) mod 256;
поменять местами S[i] и S[j];
z[i] = S[(S[i] + S[j]) mod 256];
i++;
```

На выходе получается последовательность длины n, с помощью которой шифруется потом открытый текст.

### IA
IA (Indirection, Addition) — алгоритм, который был разработан Дженкинсом таким образом, чтобы он мог удовлетворять следующим требованиям:
- невозможность получения внутреннего состояния по имеющимся выходным результатам;
- легко запоминающийся код;
- наибольшая возможная скорость;

Входные данные алгоритма IA: массив S, состоящий из {\displaystyle 2^{n}} элементов от 0 до {\displaystyle 2^{n}-1}, случайным образом распределённых по массиву, итераторы i и j. Массив выходных данных z — результат работы алгоритма. Также значения ячеек в массиве — то есть длины слов — должны быть больше, чем {\displaystyle 2*n} бит, Дженкинс в своих работах берёт K = 32 бит — именно такой длины слова используются во всех описываемых здесь алгоритмах.

### IBAA
IBAA (Indirection, Barrelshift, Accumulate and Add) — алгоритм, созданный Дженкинсом на основе IA. Автор полагает наличие следующих преимуществ у IBAA в дополнение к преимуществам, уже имеющимся у IA:
- Схематичное описание работы алгоритма IBAA
- Криптографическая защищённость

Схематичное описание работы алгоритма IBAA

- По всей длине цикла не должны обнаруживаться смещения
- Короткие циклы должны встречаться невероятно редко

В отличие от RC4 и IA, работа IBAA основана на циклических сдвигах битовых данных влево. В реализации IBAA используется тот же набор переменных, что и в IA, с той лишь разницей, что добавляются аккумуляторы a и b, а также barrelshift function — функция, осуществляющая упомянутый выше циклический сдвиг.
barrel(j) — сдвигает циклически в массиве из 32 бит все биты влево на 19 бит. Также это можно задать формулой {\displaystyle (j<<19)\oplus (j>>13)} , где
{\displaystyle \oplus } — побитовый XOR
Под операцией >> здесь подразумевается арифметический сдвиг вправо.

## ISAAC

### Описание
ISAAC (Indirection, Shift, Accumulate, Add and Count) — алгоритм псевдослучайных чисел, принцип работы которого труднее запомнить, чем принципы работы IA и IBAA, зато он имеет по сравнению с ними целый ряд преимуществ. При проектировании ISAAC к нему был предъявлен следующий список требований:
- криптографическая стойкость;
- невозможность получения внутреннего состояния по имеющимся выходным результатам;
- отсутствие коротких циклов;
- отсутствие каких-либо тенденций в распределении бит на всем цикле;
- упорядоченные состояния должны быстро становиться хаотичными.

В отличие от большинства генераторов псевдослучайных чисел, в основе работы которых лежат потоковые шифры, ISAAC разработан без использования линейных регистров сдвига с обратной связью.
Среднее количество машинных инструкций, требуемых для получения 32-битного значения — 18,75. 64-битная версия ISAAC (ISAAC-64) требует 19 инструкций для получения одного 64-битного значения.

### Алгоритм работы
Так же, как и в предыдущих алгоритмах, в ISAAC есть массив S, определяющий внутреннее состояние системы, так же состоящий из случайно расположенных в массиве {\displaystyle 2^{n}} элементов от 0 до {\displaystyle 2^{n}-1} длины K бит, итератор i и три переменные a, b и c, отвечающие за предыдущие состояния генератора, массив выходных данных z той же длины, что и S. Однако помимо этих переменных здесь вводятся также переменные {\displaystyle p_{0},p_{1},p_{2},p_{3}}, которые определяют значение функции, зависящей от обоих итераторов:
{\displaystyle f(a,i)={\begin{cases}a<<p_{0},&{\text{if }}i\equiv 0{\text{ mod 4}}\\a>>p_{1},&{\text{if }}i\equiv 1{\text{ mod 4}}\\a<<p_{2},&{\text{if }}i\equiv 2{\text{ mod 4}}\\a>>p_{3},&{\text{if }}i\equiv 3{\text{ mod 4}}\end{cases}}}.
В своей статье Дженкинс полагает {\displaystyle p_{0}=13,p_{1}=6,p_{2}=2,p_{3}=16}.

Схема работы генератора на произвольном шаге при n = 8, K = 32 выглядит следующим образом: 
```
c = c + 1;
b = b + c;
i = 0;
пока i < 255
x = S[i];
a = f(a, i) + S[i + 128 mod 256];
S[i] = a + b + S[x>>2 mod 256];
z[i] = x + S[S[i]>>10 mod 256];
b = z[i];
i++;
```

## Криптоанализ ISAAC
На своём персональном сайте автор ISAAC объявил конкурс на взлом генератора — первый, кто сможет указать число, использованное в качестве зерна (англ. seed) для генерации первых 2560 значений, выдаваемых генератором, получит от Дженкинса приз в 1000$. Однако пока с этой задачей никто не смог справиться. Тем не менее, ISAAC был рассмотрен в работах ряда криптоаналитиков.

### Атака Пудовкиной
В 2001 году была опубликована статья, в которой Марина Пудовкина описывала атаку, основанную на открытых текстах, с помощью которой можно найти начальное состояние генератора по небольшому сегменту выходных данных, а также давала точную оценку сложности такой атаки. При помощи описанного в статье алгоритма, Пудовкиной удалось снизить сложность взлома до {\displaystyle T_{met}=2^{(2n+\theta _{2})(m-1)}(K-2n-\theta _{2}){\frac {2}{3}}m}, в то время как сложность полного перебора {\displaystyle T_{br}=2^{Km-1}}. По её расчётам, при {\displaystyle m=256,n=8,K=32,p_{\theta }=13,p_{1}=6,p_{2}=2,p_{3}=16,\theta _{1}=\theta _{2}=2}сложность взлома полным перебором равна {\displaystyle T_{br}=5.91*10^{2446}}, в то время как с помощью алгоритма Пудовкиной это число могло быть уменьшено до {\displaystyle T_{met}=4.67*10^{1240}} . Такая сложность, тем не менее, всё ещё слишком большая, чтобы можно было назвать ISAAC уязвимым генератором псевдослучайных чисел, резюмирует в своей статье криптоаналитик.

### Анализ Жана-Филиппа Омассона
В своей работе 2006 года Омассон описывает четыре множества «слабых» начальных состояний {\displaystyle W_{1},W_{2},W_{3},W_{4}}, которые могут пересекаться между собой. Слабыми считаются такие состояния, для которых часть элементов случайны, а остальные элементы равны одному и тому же значению. Если {\displaystyle \alpha } — начальное состояние, то {\displaystyle W_{1}} можно определить с помощью соотношения: {\displaystyle \alpha \in W_{1}\Longleftrightarrow \alpha _{0}=\alpha _{1}}, тогда {\displaystyle W_{2}} определяется как {\displaystyle \alpha \in W_{2}\Longleftrightarrow \exists N\in \{2,...,256\},\exists X\in \{0,...,2^{32}-1\},\alpha _{0}=X,\{0<i<256,\alpha _{i}=X\}=N-1}, множество {\displaystyle W_{3}} — как {\displaystyle \alpha \in W_{3}\Longleftrightarrow \exists N\in \{2,...,256\},\exists X\in \{0,...,2^{32}-1\},\forall i\in \{0,...,N-1\},\alpha _{i}=X}, в то время как {\displaystyle W_{4}} задаётся следующим образом: {\displaystyle \alpha \in W_{4}\Longleftrightarrow \exists X\in \{0,...,2^{32}-1\},\forall i\in \{0,...,255\},\alpha _{i}=X}. Автор рассматривал алгоритм ISAAC при тех же значениях, которые даны выше (то есть n = 8, K = 32) и вычислил для каждого из множеств число слабых состояний. Для {\displaystyle W_{1}} это число составило {\displaystyle 2^{8160}}состояний, для {\displaystyle W_{2}} — {\displaystyle 2^{8167,99}} состояний, для {\displaystyle W_{4}} — {\displaystyle 2^{32}}, {\displaystyle W_{3}} же является подмножеством {\displaystyle W_{2}}. Наличие таких состояний ещё не говорит о том, что ISAAC можно легко взломать, однако они — потенциальные слабые места алгоритма, поэтому Омассон предложил модифицированную версию ISAAC — ISAAC+.

#### ISAAC+
На вход на некотором шаге подаются те же, что и в ISAAC, числа a, b и c, массив S, составленный из 256 32-битных слов, на выходе — массив z той же размерности, что и S. В описании функции {\displaystyle f(a,i)} вместо логических битовых сдвигов >> и << используются циклические >>> и <<<, то есть применяется функция
{\displaystyle f'(a,i)={\begin{cases}a<<<p_{0},&{\text{if }}i\equiv 0{\text{ mod 4}}\\a>>>p_{1},&{\text{if }}i\equiv 1{\text{ mod 4}}\\a<<<p_{2},&{\text{if }}i\equiv 2{\text{ mod 4}}\\a>>>p_{3},&{\text{if }}i\equiv 3{\text{ mod 4}}\end{cases}}}

Также поменялся способ инициации S[i] и z[i] на каждом шаге — в обоих случаях используется побитовый XOR. То есть вместо
```
S[i] = a + b + S[x>>2 mod 256];
z[i] = x + S[S[i]>>10 mod 256];
```

в ISAAC+ используется:
```
S[i] = a ⊕ b + S[x>>>2 mod 256];
z[i] = x + a ⊕ S[S[i]>>>10 mod 256];
```

#### Атака Пола-Прэнила. Критика
В том же 2006 году Пол и Прэнил опубликовали статью, в которой изучали атаку распознавания (англ. distinguishing attack) на некоторые потоковые RC4-подобные генераторы, в том числе IA и ISAAC. В своей работе они показывают, что сложность взлома ISAAC составляет всего {\displaystyle T\approx 2^{17}}. Омассон не оставил без внимания эту атаку и указал на ошибочность инициации алгоритма Полом и Пренилом, из-за которой и появилась возможность так сильно уменьшить сложность его взлома.

## Применение
Многие реализации ISAAC работают достаточно быстро и надежно, поэтому этот генератор псевдослучайных чисел стал довольно распространённым. ISAAC используется, например, в Unix-утилите shred (Unix) для зашифровки переписанных данных. Генератор случайных чисел на основе ISAAC реализован в одной из наиболее распространённых математических библиотек Java — Apache Commons Math.